# Ruiz de Villa
Ruiz de Villa es un apellido patronímico compuesto de los apellidos Ruiz y Villa. Sus armas son: en campo de oro, una banda de azur, acompañada de dos aguiletas de sable, según el Rey de Armas don Vicente de Cadenas y Vicent.
El Ruiz (apellido), tuvo casa solar la infanzona en el Valle de Mena y posteriormente se expandió por las Montañas de Burgos y los valles de las Asturias de Santillana. En Espinosa y Montes de Pas adoptó las formas y linajes de Ruiz de la Escalera, Ruiz del Árbol, Ruiz de la Peña y Ruiz de Ogarrio, en el valle de Carriedo surgieron los linajes Ruiz de las Navedas, Ruiz de la Prada, Ruiz de Gandarillas y Ruiz de Carriedo. Abundó en el valle de Reocín formando los linajes Ruiz de Somavía, Ruiz de Tagle y Ruiz de Bárcena, en lugar de Barcenalapuente hoy Puente San Miguel.
El apellido Villa, de notoria nobleza, antiquísimo, originario del lugar de Hinojedo, fue uno de los cuatro linajes medievales que gobernaban la villa de Santillana del Mar, junto a la Casa de Velarde, los Barreda y los Polanco. En esa villa, de Don Rodrigo "el de la Plaza", aun se conservan la casa de los hombrones y la casa del águila con el escudo del apellido Villa, un águila explayada atravesada por una saeta. También hubo casas de Villa en el Valle de Carriedo, lugares de Santibáñez, Tezanos y Villafufre. Otras casas de Villa existieron en las Encartaciones de Vizcaya y en Beranga. En Espinosa de los Monteros y sus valles abundó el linaje de los Fernández-Villa de notoria nobleza con palacio y títulos.
Como apellido compuesto, Ruiz de Villa tiene tres orígenes conocidos, formando así los correspondientes linajes en Escobedo de Villafufre, del Valle de Carriedo, en Torrelavega y en Talavera de la Reina.

## Valle de Carriedo

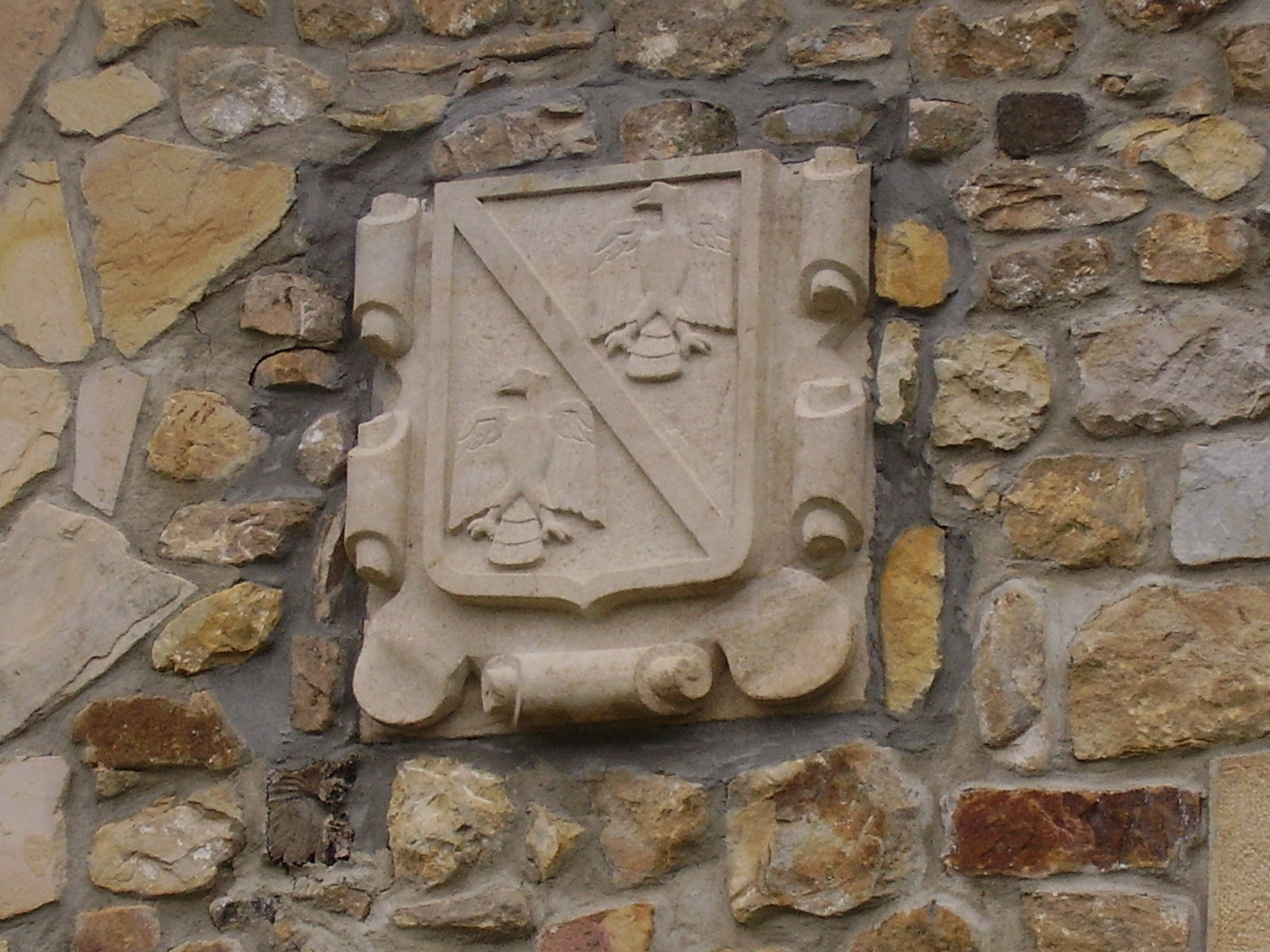
Escudo de Ruiz de Villa en Escobedo

En los Padrones de Escobedo (Villafufre) del valle de Carriedo del año 1644 aparece Francisco Ruiz de Villa hijodalgo e hijo de Torivio Ruiz y de María de Villa Pérez. En PN del ARHC Toribio Ruiz procedía de la localidad de Barcenalapuente (Puente San Miguel) de los Ruiz de Bárcena. María de Villa, era de la casa Villa de Villafufre (Villa Ceballos), que procedía a su vez de la de Santibáñez de Carriedo, donde tenían torre y el apellido adoptó los compuestos Villa Castañeda y Villa de Rebollar, que tuvieron el Mayorazgo de la Hondal. Juan de Villa de Rebollar, vecino de Carriedo y arrendador de alcábalas en los Montes de Pas en 1555.
También de Santibáñez fue Antonio S. Fernández de Villa con el Condado de Gustarredondo. En el Catastro del Marqués de la Ensenada del año 1752, existen más de una docena de hidalgos apellidados Ruiz de Villa en el valle de Carriedo, especialmente en Escobedo donde hay siete. 
Del linaje en el valle de Carriedo, se extendieron por Madrid y Andalucía en el siglo XVIII, asentándose en los lugares de Lora del Río y Constantina, otros se fueron a Sevilla en el siglo XIX. También emigraron a Cuba en siglo XIX y a México en el XX. Actualmente existen dos ramas del linaje en Santander y quizá existan también otros descendientes con el apellido en las ciudades que se instalaron. En el siglo XX entroncan en Villafufre con los Díaz de Vargas.

## Torrelavega
En el Archivo Diocesano de la Catedral de Santander de la localidad de Torrelavega entre los nacidos en el año 1671 figura Santiago Ruiz de Villa hijo de Jorge Ruiz y de María Pérez de Villa. En el Catastro del Marqués de la Ensenada del año 1752 aparecen dos familias del apellido Ruiz de Villa vecinos de Torrelavega.
De este linaje proceden la mayoría de descendientes actuales tanto en Torrelavega como en Santander, Madrid, Barcelona, Bilbao y La Coruña. De la ciudad de Torrelavega, varios de ellos fueron Alcaldes como: Joaquín Ruiz de Villa y Glez-Campuzano (1892-1895 y 1897-1988), Juan Cacho Ruiz de Villa (1917-1918), Isidro Ruiz de Villa de la Sota (1922-1923) y Jesús Velarde Ruiz de Villa (durante unos meses en 1931), siendo todos ellos parientes entre sí.

## Talavera de la Reina
En la Sala de los Hijosdalgo de la Real Chancillería de Valladolid existe un expediente de probanza de nobleza de 1638 a favor de D. Juan Ruiz de Villa y Agüero vecino y natural de la villa de Talavera de la Reina, hijo de Juan Ruiz de Mingo, familiar del Santo oficio de la Inquisición en Talavera y de Catalina de Villa, esta seguramente descendiente de los Villa de Santillana que fueron a Toledo como Familiares del Santo Oficio.